# Годлевська Світлана Анатоліївна
Світлана Анатоліївна Годлевська — солістка опери державного підприємства «Національний академічний театр опери та балету України імені Тараса Шевченка», м. Київ, Заслужений артист України.

## Із життєпису
У 1997 році закінчила Львівський вищий державний музичний інститут ім. Лисенка. Співала у Львівському театрі опери та балету ім. Крушельницької. З 1999 року — солістка Національної опери України ім. Тараса Шевченка.
Виконувала партії: Наталка, Марильця («Наталка Полтавка», «Тарас Бульба»), Оксана («Запорожець за Дунаєм»), Парася, Ксенія («Сорочинський ярмарок», «Борис Годунов»), Лізетта («Таємний шлюб»), Клорінда («Попелюшка»), Мікаела («Кармен»), Маргарита («Фауст»), Недда («Паяци»), Стефано («Ромео і Джульєтта»), Адальжіза («Норма»), Жанетта («Любовний напій»), Бригітта, Татьяна («Іоланта», «Євгеній Онєгін»), Нелла («Джанні Скіккі») та інші. Гастролювала у Німеччині, Австралії, Чехії, Канаді та інших країнах.

## Відзнаки
- 7 березня 2017 Указом Президента України № 56/2017 Світлані Годлевській присвоєно почесне звання «Заслужений артист України»[2].
- Лавреат Міжнародного конкурсу ім. С. Людкевича (Канада, 1995 р., ІІ місце).
- Лавреат Міжнародного конкурсу ім. А. Дворжака (Чехія, 1996 р., II премія)[1].